# Dongsang-ri
Dongsang-ri (tiếng Hàn: 동상리) là một phân cấp hành chính, hoặc ấp, nằm ở Onyang, Ulju, Ulsan, Hàn Quốc. Nó nằm ở phía Đông Namchang-ri, phía Bắc của Bal-ri.

## Liên kết
- Trang chính thức Onyang (tiếng Hàn)